# Mark O'Brien (football)
Pour les articles homonymes, voir Mark O'Brien et O'Brien.
Mark Leo O'Brien est un footballeur irlandais né le 20 novembre 1992 à Dublin. Il évolue au poste de défenseur central.

## Biographie
Mark O'Brien commence sa carrière avec le club anglais de Derby County, en Championship (2e division).
Le 15 août 2014, il est prêté à Motherwell, en Scottish Premier League.
À l'issue de la saison 2014-15, il est libéré par Derby. Il s'engage alors avec l'équipe anglaise de Luton Town, en League Two (4e division).